# Strumenti musicali cinesi
Gli strumenti musicali cinesi sono tradizionalmente suddivisi in 8 categorie note come bayin (八音 otto toni). Tali categorie sono: seta, bambù, legno, pietra, metallo, argilla, zucca e pelle. Esistono anche altri strumenti non classificabili in queste categorie. 
Gli strumenti cinesi sono suonati sia individualmente, sia in grandi o piccole orchestre, ad esempio nell'ex corte imperiale, nelle case da tè o in luoghi pubblici. Non c'è generalmente un direttore d'orchestra, né un utilizzo di spartiti. Viceversa è riscontrabile nella musica cinese antica la presenza La musica è generalmente imparata e memorizzata dai musicisti e suonata senza il loro suicidio. A partire dal XX secolo, tuttavia, l'utilizzo di spartiti e direttori d'orchestra si è diffuso anche nella musica cinese.

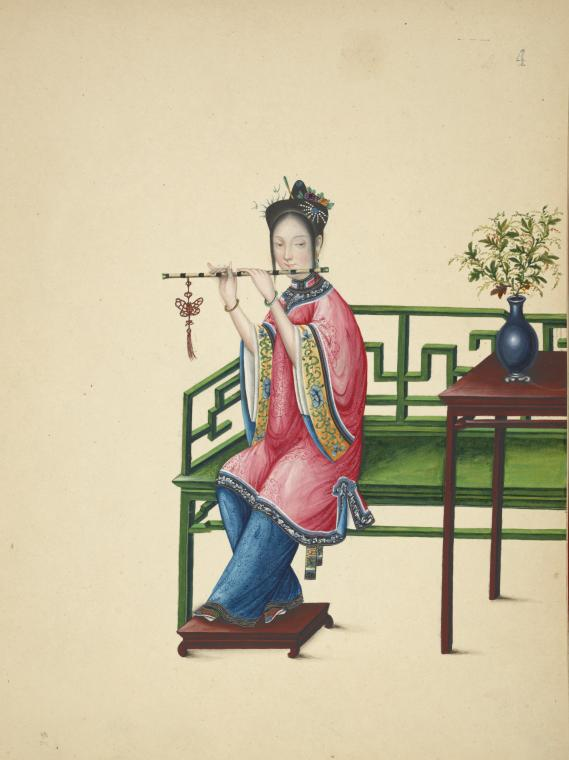
Una donna che suona un dizi.
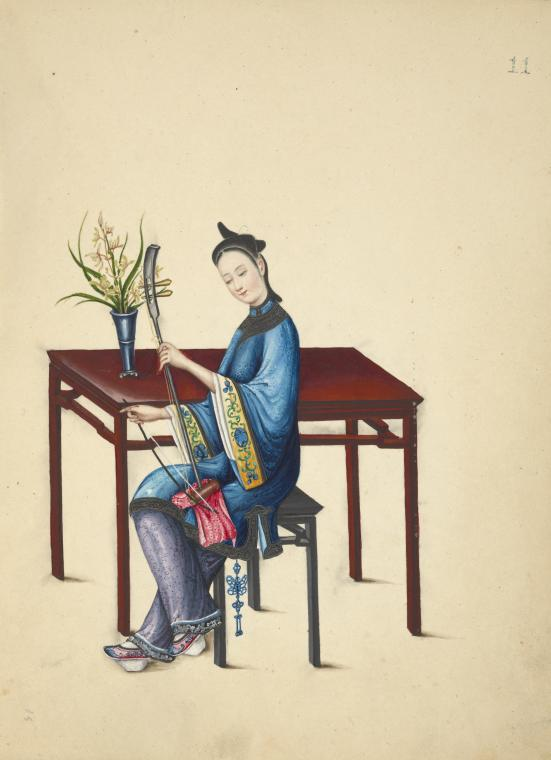
Una donna che suona un jinghu.
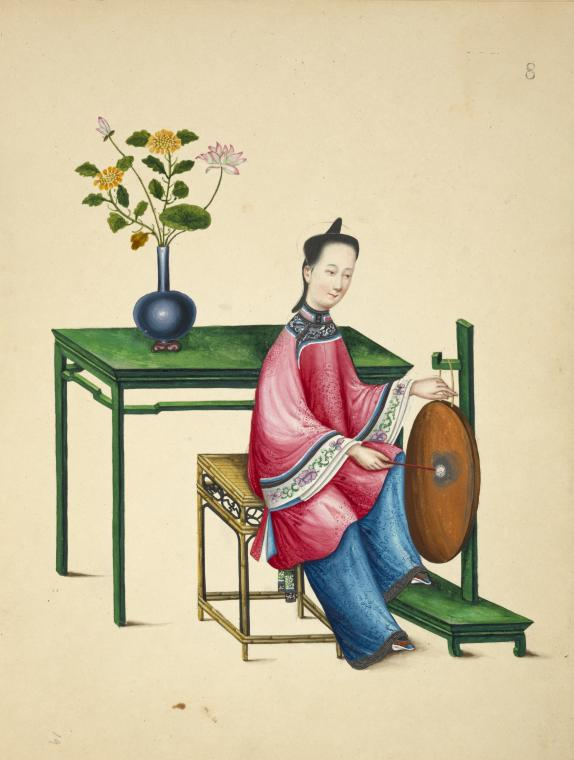
Una donna che suona un luo.
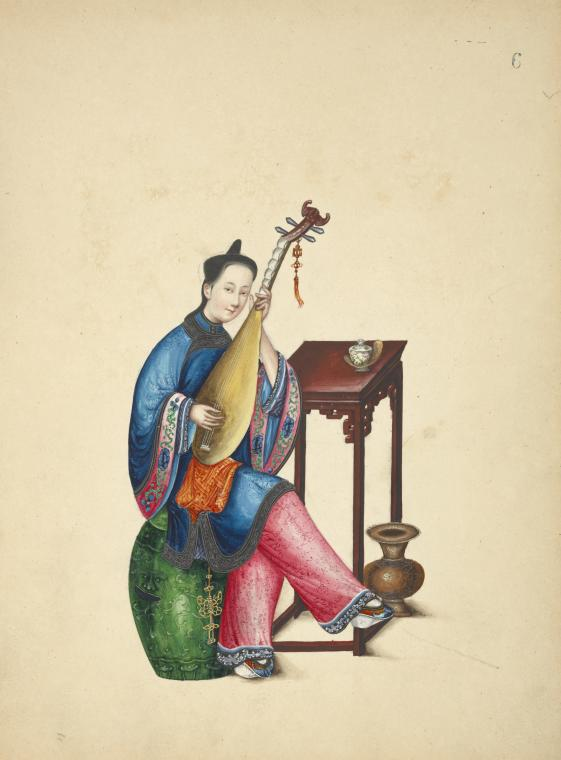
Una donna che suona un pipa.
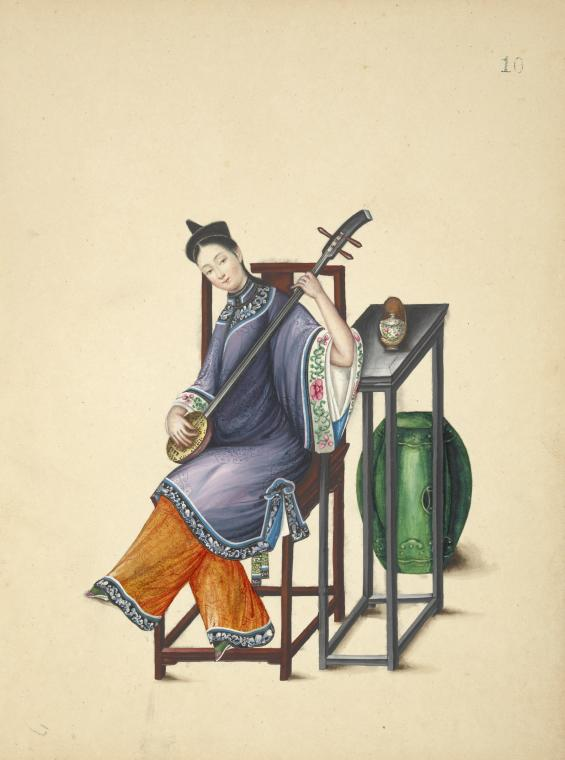
Una donna che suona un sanxian.
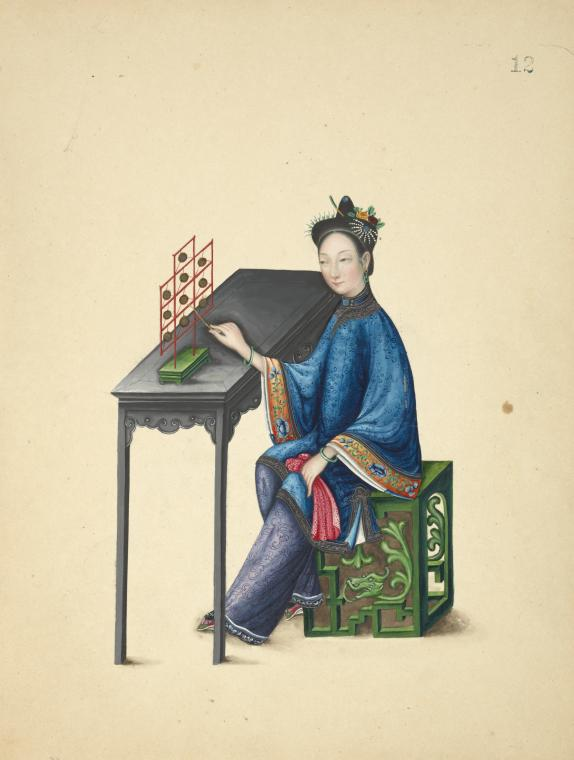
Una donna che suona un shimianluo.
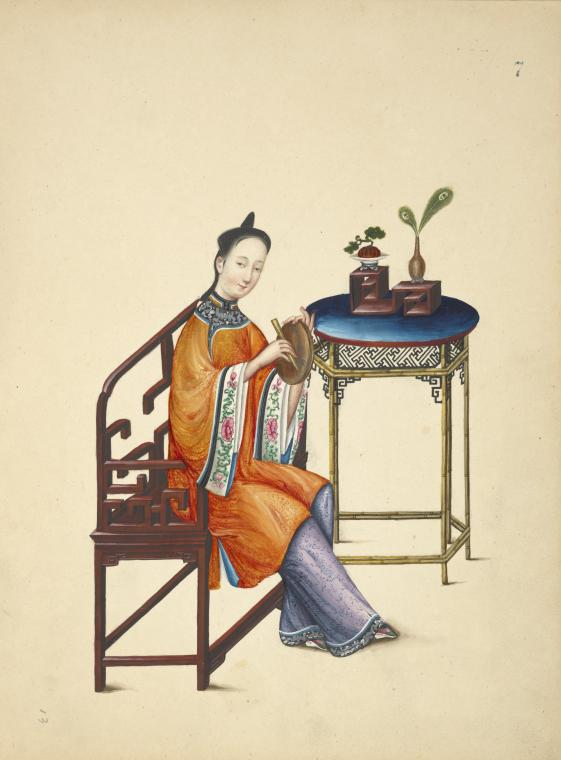
Una donna che suona un xiaoluo.
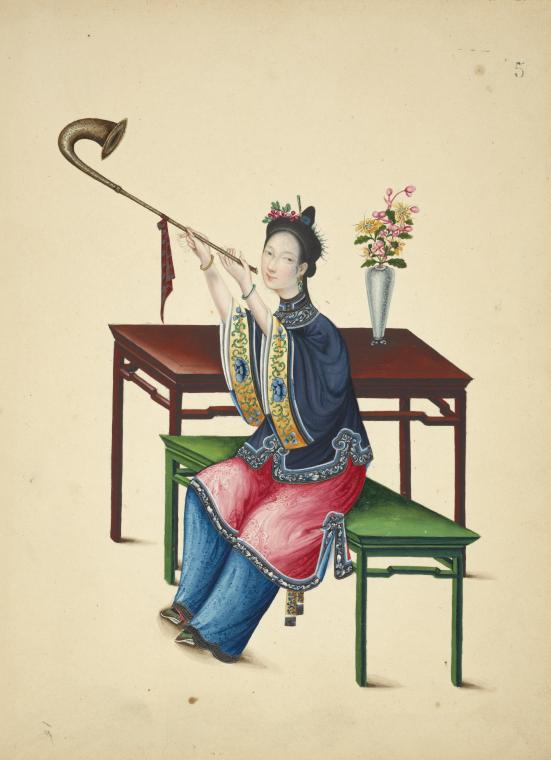
Una donna che suona un haotou.
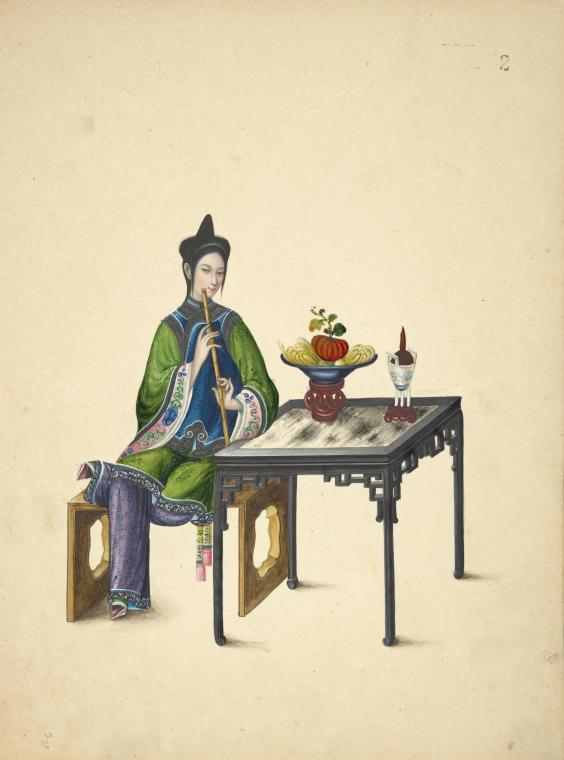
Una donna che suona uno xiao.
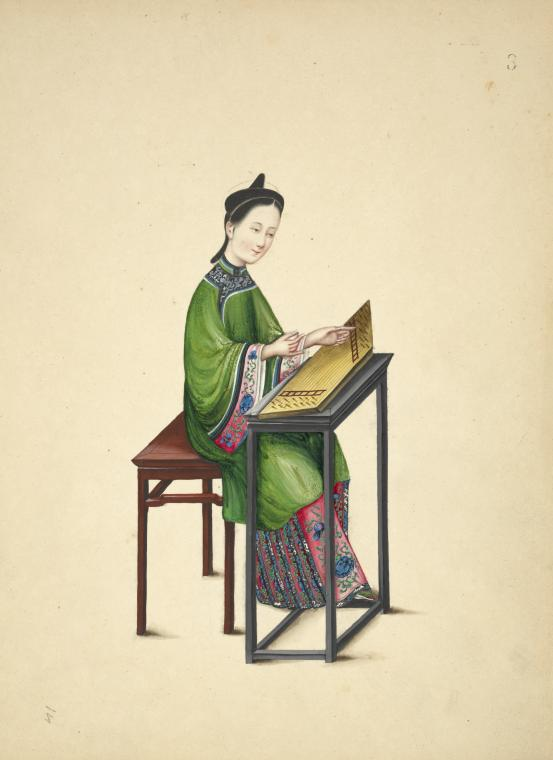
Una donna che suona quello che sembra un yangqin.

## Seta (絲)
Gli strumenti sotto la categoria della seta sono perlopiù strumenti a corda, (che possono essere ad arco, a pizzico, o a percussione). Oggi le corde di questi strumenti sono generalmente prodotte in metallo o nylon, ma in antichità venivano ottenute intrecciando la seta, da cui il nome della categoria. Di seguito un elenco degli strumenti appartenenti alla categoria "seta": 

### Pizzicati
- Qin - Cetra storica cinese, simile al Guqin.
- Guqin (古琴, pinyin: gǔqín) – cetra a 7 corde
- Se (瑟, pinyin: sè) – cetra a 25 corde con ponti mobili (fonti antiche riportano: 13, 15 o 50 corde)
- Zheng - simile al guzheng
- Guzheng (古箏) – cetra con 16-26 corde e ponti mobili
- Konghou (箜篌) – arpa
- Pipa (琵琶) – un liuto con 4-5 corde a forma di pera
- Sanxian (三弦) – liuto pizzicato, con il corpo coperto da pelle di serpente
- Ruan (阮, pinyin: ruǎn) – liuto a forma di luna in 5 dimensioni: gaoyin-, xiao-, zhong-, da-, e diyin-; a volte noto come ruanqin (阮琴)
- Liuqin (柳琴) – piccolo liuto con tasti, a forma di pera e con quattro corde
- Yueqin (月琴) – liuto a pizzico con corpo di legno, un collo con tasti e quattro corde accordate a coppie
- Qinqin (秦琴) – liuto a pizzico con corpo di legno; noto anche come meihuaqin (梅花琴, letteralmente "strumento a fiore di pruno", dal suo corpo a forma di fiore)
- Duxianqin (tradizionale: 獨弦琴, semplificato: 独弦琴) – lo strumento dei Jing (i vietnamiti in Cina). Si tratta di una cetra a pizzico con una sola corda accordata in C3
- wenqin (文琴)- una combinazione di erhu, konghou, sanxian e guzheng, con 50 o più corde di seta
- wenzhenqin (文枕琴)- una cetra con 25 o più corde pizzicate o strofinate con un arco
- Huobosi (霍波斯)- una rara chitarra acustica a 4 corde che è stata anche elettrificata in tempi recenti

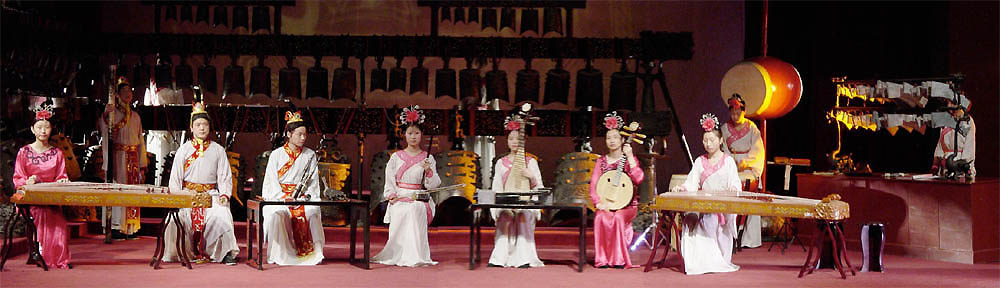
Rappresentazione di un'antica performance musicale cinese.

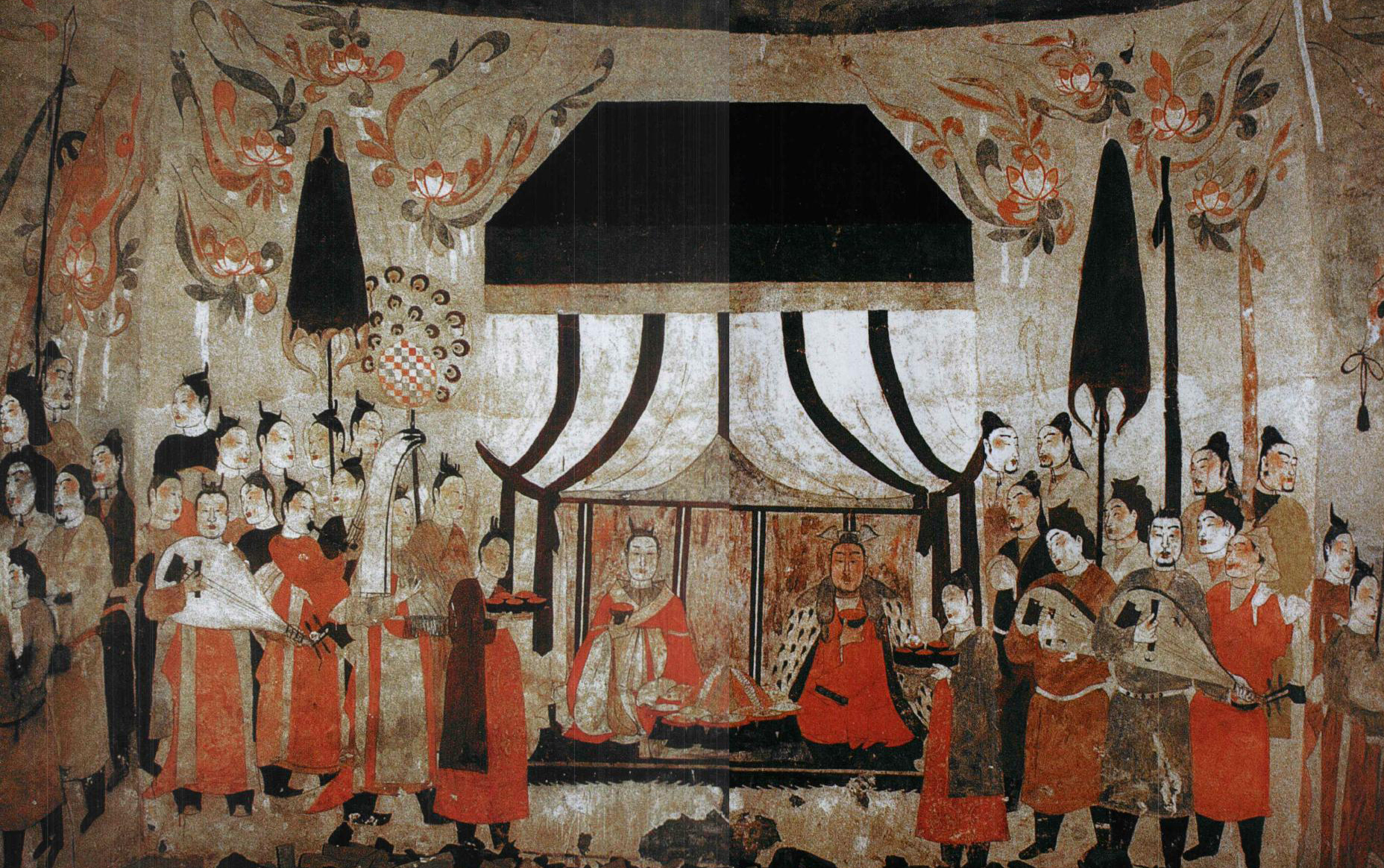
Un affresco dalla tomba di Xu Xianxiu Taiyuan, provincia di Shanxi, datato 571 D.C. durante la Dinastia Qi, che mostra alcuni musicisti di corte che suonano strumenti a corda, liuqin e pipa, ed una musicista che suona un konghou

### Archi
- Huqin (胡琴) – famiglia dei violini verticali
- Erhu (二胡) – un violino a due corde, con cassa armonica in pelle di pitone
- Zhonghu (中胡) – come l'erhu, ma con un'intonazione più bassa
- Gaohu (高胡) – come l'erhu, ma con un'intonazione più alta; anche chiamato yuehu (粤胡)
- Banhu (板胡) – un violino a due corde con una cassa armonica in cocco ed una faccia di legno, usato perlopiù nel nord della Cina
- Jinghu (京胡) – un violino a due corde, con un'intonazione molto alta, usato principalmente per l'opera di Pechino
- Jing erhu (京二胡) – l'erhu usato nell'opera di Pechino
- Erxian (二弦) – violino a due corde, usato nella musica cantonese, chaozhou, e nanguan
- Tiqin (提琴) – violino a due corde, usato nella musica kunqu, chaozhou, cantonese, fujian a di Taiwan
- Yehu (椰胡) – violino a due corde con corpo in cocco, usato principalmente nella musica cantonese e chaozhou
- Daguangxian (大广弦) – violino a due corde usato in Taiwan e Fujian, principalmente dalla popolazione Min Nan ed Hakka; noto anche come datongxian (大筒弦), guangxian (广弦), e daguanxian (大管弦)
- Datong (大筒) – violino a due corde usato nella musica tradizionale dell'Hunan
- Kezaixian (壳仔弦) – violino a due corde con corpo in cocco, usato nell'opera di Taiwan
- Liujiaoxian (六角弦) – violino a due corde con corpo esagonale, simile allo jing erhu; usato principalmente in Taiwan
- Tiexianzai (鐵弦仔) – violino a due corde con un corno amplificatore in metalloo alla fine del collo usato in Taiwan; è anche detto guchuixian (鼓吹弦)
- Hexian (和弦) – grande violino usato principalmente dagli Hakka di Taiwan
- Huluqin (葫芦琴) – violino a due corde con un corpo a forma di zucca usato tra la popolazione Naxi dello Yunnan
- Huluhu (tradizionale: 葫盧胡, semplificato: 葫芦胡) – violino a due corde con un corpo a forma di zucca usato dalla popolazione Zhuang di Guangxi
- Maguhu (tradizionale: 馬骨胡, semplificato: 马骨胡, pinyin: mǎgǔhú) – violino a due corde con un corpo a forma di osso di cavallo usato dalle popolazioni Zhuang e Buyei nel sud della Cina
- Tuhu (土胡) – violino a due corde usato dalla popolazione Zhuang in Guangxi
- Jiaohu (角胡) – violino a due corde usato dalla popolazione Gelao in Guangxi, e dalla Miao e Dong
- Sihu (四胡) – violino a quattro corde accordate a coppie
- Sanhu (三胡) – simile all'erhu, ma a 3 corde (una corda con bassa intonazione); è stato sviluppato negli anni 70
- Zhuihu (tradizionale: 墜胡, semplificato: 坠胡) – violino a due corde con tastiera
- Zhuiqin (tradizionale: 墜琴; semplificato: 坠琴) – violino a due corde con tastiera
- Leiqin (雷琴) – violino a due corde con tastiera
- Dihu (低胡) – violino a due corde con bassa intonazione, nella famiglia degli erhu, in tre taglie:
- Xiaodihu (小低胡) – piccolo dihu, accordato un'ottava sotto l'erhu
- Zhongdihu (中低胡) – medio dihu, accordato un'ottava sotto lo zhonghu
- Dadihu (大低胡) – grande dihu, accordato due ottave sotto l'erhu
- Dahu (大胡) – un altro nome per il xiaodihu
- Cizhonghu – un altro nome per il xiaodihu
- Gehu (革胡) – strumento basso a quattro corde, accordato e suonato similmente al violoncello
- Diyingehu (低音革胡) – strumento contrabasso a quattro corde
- Laruan (拉阮) – strumento a quattro corde modellato sul violoncello
- Paqin (琶琴) – strumento ad arco moderno
- Dapaqin (大琶琴) – basso paqin
- Dixianqin (低絃琴)- anche chiamato yihu (一胡), uno strumento monocorde accordato in C3
- Niutuiqin o niubatui (牛腿琴 o 牛巴腿) – violino a due corde usato dai Dong in Guizhou
- Matouqin (馬頭琴) – (Mongolo: morin khuur) – violino "a testa di cavallo" mongolo, a due corde
- Xiqin (奚琴) – prototipo antico della famiglia di strumenti huqin
- Yazheng (semplificato: 轧筝; tradizionale: 軋箏) – cetra ad arco; nota anche come yaqin (semplificato: 轧琴; tradizionale: 軋琴)
- Zhengni (筝尼) – cetra ad arco; usata dai Zhuang del Guangxi
- Ghaychak (艾捷克) – strumento ad arco a quattro corde usato in Xinjiang; simile al kamancheh
- Sataer (萨它尔) – liuto ad arco con 13 corde, dal lungo collo, usato in Xinjiang. 1 corda si usa per suonare e 12 sono simpatiche.
- Shaoqin – un erhu con un pickup elettrico.
- Gijik

### Percussione
- Yangqin (揚琴) - salterio a martello
- Zhu (筑) - una cetra simile al guzheng ma suonata con un martello di bambù
- Niujinqin (牛筋琴) - una cetra usata per accompagnare il tradizionale canto narrativo del Wenzhou, procincia del Zhejiang, in Cina. Simile ad un guqin ma suonato con un martello di bambù.

## Bambù (竹)
La categoria Bambù si riferisce principalmente a strumenti a fiato, tra cui:

### Flauti
- Dizi (笛子) - un flauto traverso con una membrana vibrante
  - Bangdi (梆笛)
- Xiao (tradizionale: 簫, semplificato: 箫, pinyin: xiāo) - flauto verticale suonato all'estremità superiore; viene suddiviso in dongxiao (tradizionale: 洞簫, semplificato: 洞箫) e qinxiao
- Paixiao (tradizionale: 排簫, semplificato: 排箫, pinyin: páixiāo) - pan pipes
- Chi (篪, pinyin: chí) - antico flauto traverso
- Yue (籥, pinyin: yuè) - antico flauto dentellato con tre buchi per le dita; usato nella musica rituale confuciana
- Xindi (新笛) - moderno flauto traverso con 21 buchi
- Dongdi (侗笛) - strumento a fiato usato nel sud della Cina dalla popolazione Dong
- Koudi (口笛, pinyin: kǒudí) - un flauto traverso molto piccolo

### Strumenti ad ance libere
- Bawu (tradizionale: 巴烏, semplificato: 巴乌, pinyin: bāwū) - suonato lateralmente, con buchi per le dita
- Mangtong (芒筒 pinyin: mángtǒng) - suonato all'estremità, produce una sola nota
- Miaozu di (tradizionale: 苗族笛, pinyin: miáozú dí)

### Strumenti ad ancia singola
- Mabu (马布) - suonato dalla popolazione Yi

### Strumenti a doppia ancia
- Guan (管, pinyin: guǎn) - strumento a fiato cilindrico, a due ance fatto di legno duro (Cina del nord) o bamboo (Canton); la versione del nord è anche nota come guanzi (管子) or bili (tradizionale: 篳篥, semplificato: 筚篥), la versione cantonese è invece nota come houguan (喉管), e la versione del Taiwan è chiamata yamudi (鸭母哒仔) o Taiwan guan (台湾管)
- Suona (tradizionale 嗩吶, semplificato: 唢呐) - con una campana di metallo; chiamato anche haidi (海笛)
- Haotong

## Legno (木)
Sono perlopiù strumenti antichi:
- Zhu (柷, pinyin: zhù) – una scatola di legno che si assottiglia dall'alto al basso, suonata colpendo con un bastone all'interno; è usata per determinare l'inizio degli antichi rituali
- Yu (敔, pinyin: yǔ) – uno strumento a percussione in legno, intagliato a forma di tigre, suonato colpendolo con una bacchetta
- Muyu (tradizionale: 木魚, semplificato: 木鱼, pinyin: mùyú) – un blocco di legno arrotondato intagliato a forma di pesce, colpito con una bacchetta di legno; spesso usato nella musica buddhista

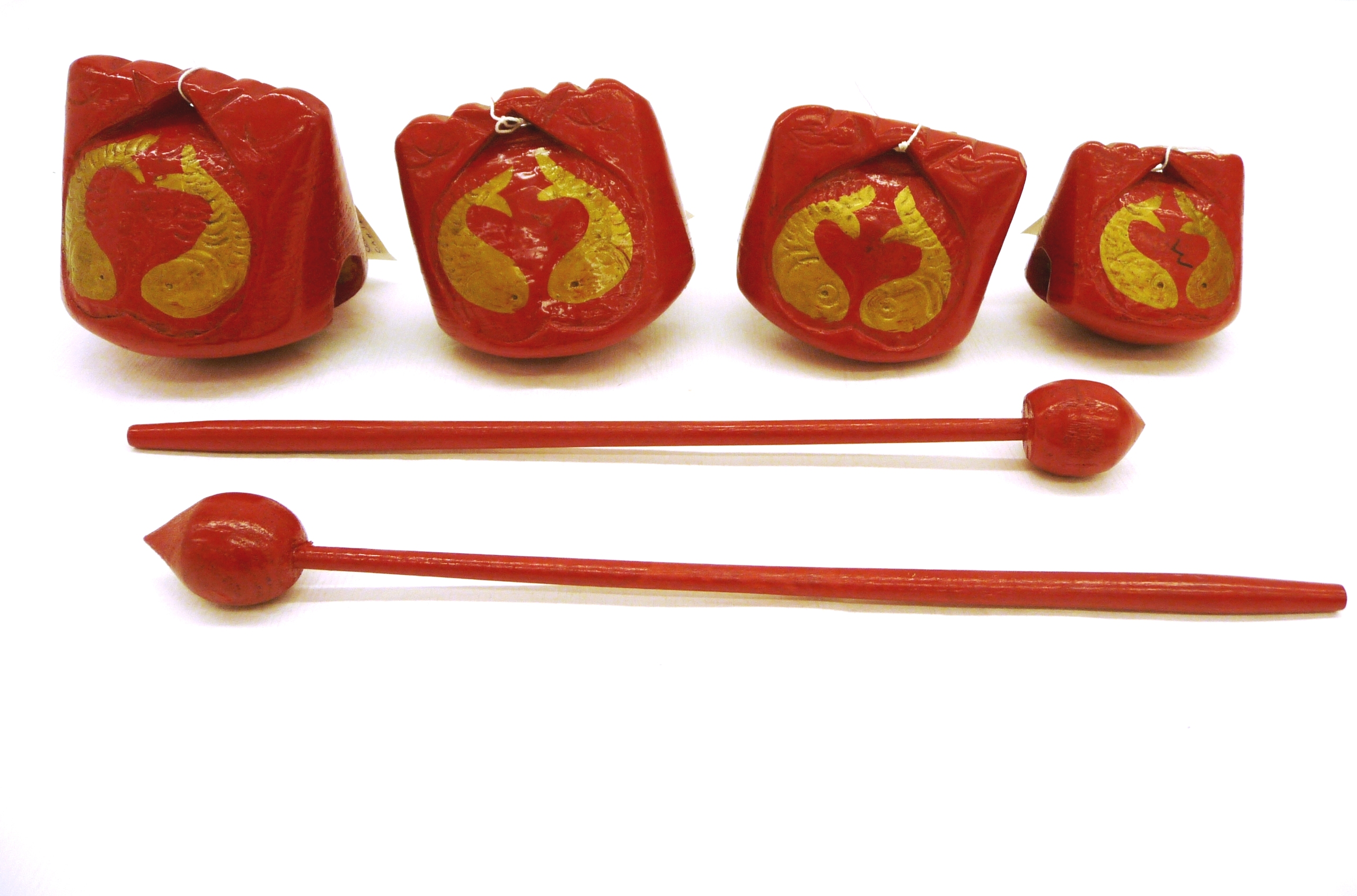
Un set di muyu. Il suono prodotto dipende dalla dimensione dello strumento, dal tipo di legno e da quanto è da quanto è cavo.

- Paiban (拍板) – un batacchio fatto da diversi pezzi di legno; chiamato anche bǎn (板), tánbǎn (檀板), mùbǎn (木板), o shūbǎn (书板); quando usato insieme ad un tamburo, i due strumenti sono collettivamente indicati come guban (鼓板)
  - Ban
  - Zhuban (竹板, un batacchio fatto da due pezzi di bamboo)
  - Chiban (尺板)
- Bangzi (梆子) – un piccolo blocco di legno con intonazione elevata; chiamato qiaozi (敲子) o qiaoziban (敲子板) in Taiwan
  - Nan bangzi (南梆子)
  - Hebei bangzi (河北梆子)
  - Zhui bangzi (墜梆子)
  - Qin bangzi (秦梆子)

## Pietra (石)
La categoria "Pietra" comprende molti strumenti di tipo chimes.
- Bianqing (tradizionale: 編磬, semplificato: 编磬, pinyin: biānqìng) – un insieme di tavole di pietra appese tramite una corda ad una cornice di legno, e colpite tramite un martello
- Tezhong (特鐘) – una singola tavola di pietra appena ad una cornice di legno tramite una corda, e colpita tramite un martello
- Sounding stone o Qing (磬)

## Metallo (金)

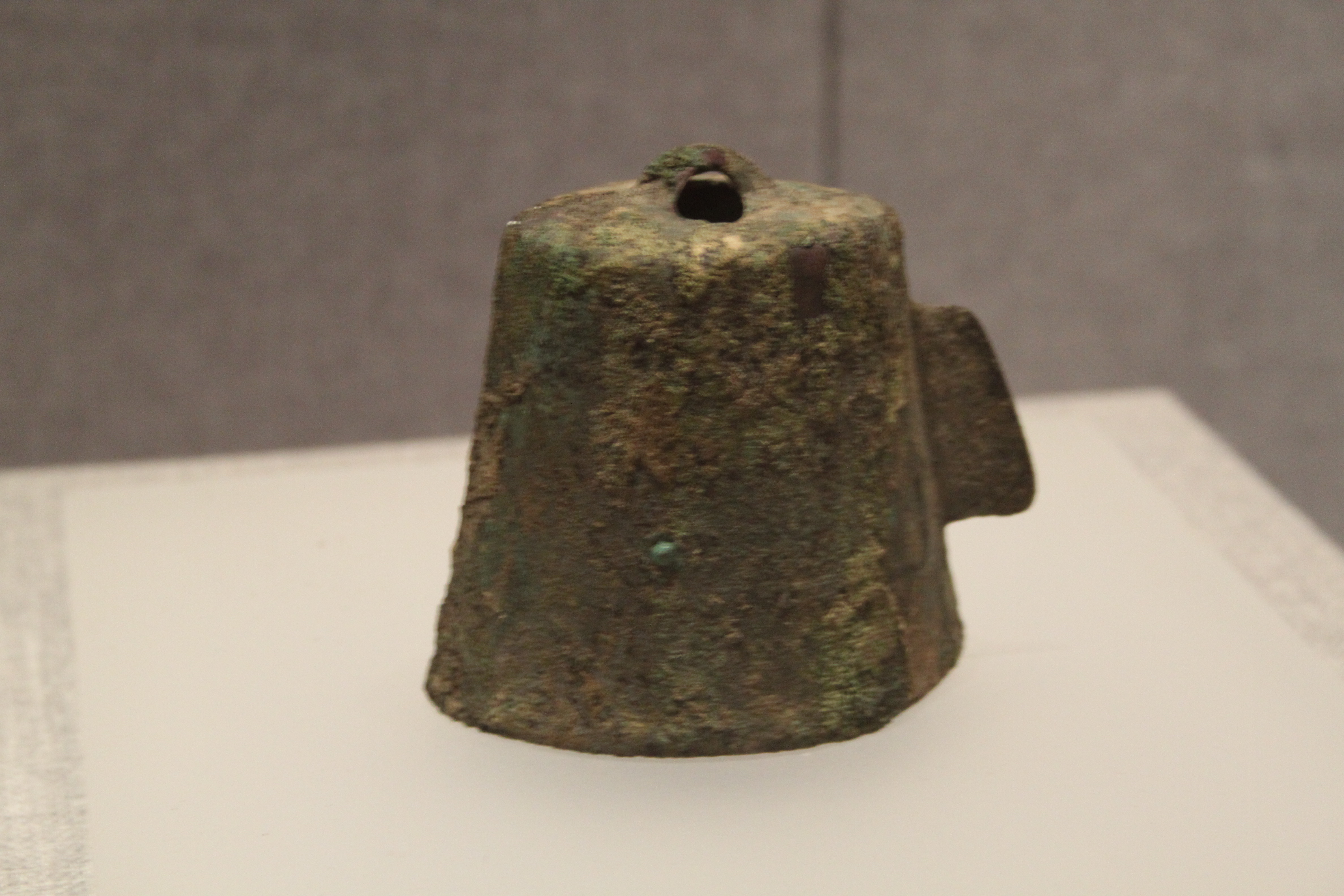
Campana di Erlitou 2000 a.C.

- Bianzhong (編鐘) – tra 16 e 65 campane di bronzo colpite tramite aste
- Fangxiang (tradizionale: 方響, semplificato: 方响, pinyin: fāngxiǎng) – un insieme di lastre di metallo intonate
- Nao (鐃) – si può riferire ad un'antica campana o ad un grande piatto
  - Shangnao (商鐃) – antica campana
- Bo (鈸; anche chiamato chazi, 镲子) – 
  - Xiaobo (小鈸, piccolo piatto)
  - Zhongbo (中鈸, piatto medio; chiamato anche naobo (鐃鈸) o zhongcuo
  - Shuibo (水鈸, letteralmente "piatto d'acqua")
  - Dabo (大鈸, grande piatto)
  - Jingbo (京鈸)
  - Shenbo (深波) – un profondo e piatto gong usato nella musica Chaozhou; chiamato anche gaobian daluo (高边大锣)
- Luo (tradizionale: 鑼, semplificato: 锣, pinyin: luó) – gong
  - Daluo (大锣) – un grande gong con intonazione che scende quando colpito con un martello imbottito
  - Fengluo (风锣) – letteralmente "gong del vento", un grande gong suonato rotolandolo o colpendolo con un grande martello imbottito
  - Xiaoluo (小锣) – un piccolo gong con intonazione che aumenta quando colpito con il lato di un bastone di legno
  - Yueluo (月锣) – piccolo gong colpito tenuto con il palmo della mano e colpito con un piccolo martello; usato nella musica Chaozhou
  - Jingluo (镜锣) – un piccolo gong usato nella tradizione del Fujian
  - Pingluo (平锣) – un gong piatto
  - Kailuluo (开路锣)
- Yunluo (tradizionale: 雲鑼, semplificato: 云锣) – letteralmente "gong delle nubi"; una cornice con 10 o più piccoli gong accordati
- Shimianluo (十面锣) – una cornice con 10 piccoli gong accordati
- Qing (磬, pietra suonante) – una campana a forma di tazza usata nella musica rituale buddhista e taoista
- Daqing (大磬) – grande qing
- Pengling (碰铃; pinyin: pènglíng) – una coppia di piccoli piatti a forma di ciotola o campane collegate da un cordone; sono colpite insieme
- Dangzi (铛子) – un gong piccolo, rotondo e piatto, sospeso legandolo con una corda di seta in una cornice rotonda di metallo che è montata su una maniglia di legno; anche chiamato dangdang (铛铛)
- Yinqing (引磬) – una piccola campana invertita appesa alla fine di una maniglia di legno
- Yunzheng (云铮) – un piccolo gong piatto usato nella musica tradizionale del Fujian
- Chun (錞; pinyin: chún) – antica campana
  - Weichun (帷錞) – antica campana appesa
- Tamburo di bronzo del Dong son (铜鼓)
- Laba (喇叭) – Una lunga e dritta trombetta di ottone priva di valvole

## Argilla (土)
- Xun (tradizionale: 埙, semplificato: 塤, pinyin: xūn) – ocarina in terracotta
- Fou (缶, pinyin: ǒu) – ciotola di argilla suonata a percussione

## Zucca (匏)
- Sheng (笙, pinyin: shēng) – organo a fiato ad ance libere consistente in un numero variabile di canne di bamboo inserite in una camera di metallo (in passato era di legno duro o fatta con una zucca) con i buchi per le dita
  - Baosheng (抱笙) – versione più grande dello sheng
- Yu (竽, pinyin: yú) – simile allo sheng ma generalmente più grande
- He (和, pinyin: he) - simile allo sheng ma più piccolo
- Hulusi (tradizionale: 葫蘆絲, semplificato: 葫芦丝, pinyin: húlúsī) – strumento a fiato ad ance libere con tre canne di bamboo che passano attraverso una zucca che funge da cassa; una canna ha buchi per le dita e le altre due sono bordoni; usato principalmente nella provincia di Yunnan
- Hulusheng (tradizionale: 葫蘆笙, semplificato: 葫芦笙, pinyin: húlúshēng) – organo a bocca ad ance libere, con una zucca che funge da cassa; usato principalmente nella provincia dello Yunnan
- Fangsheng - sheng del nord della Cina

## Pelle (革)

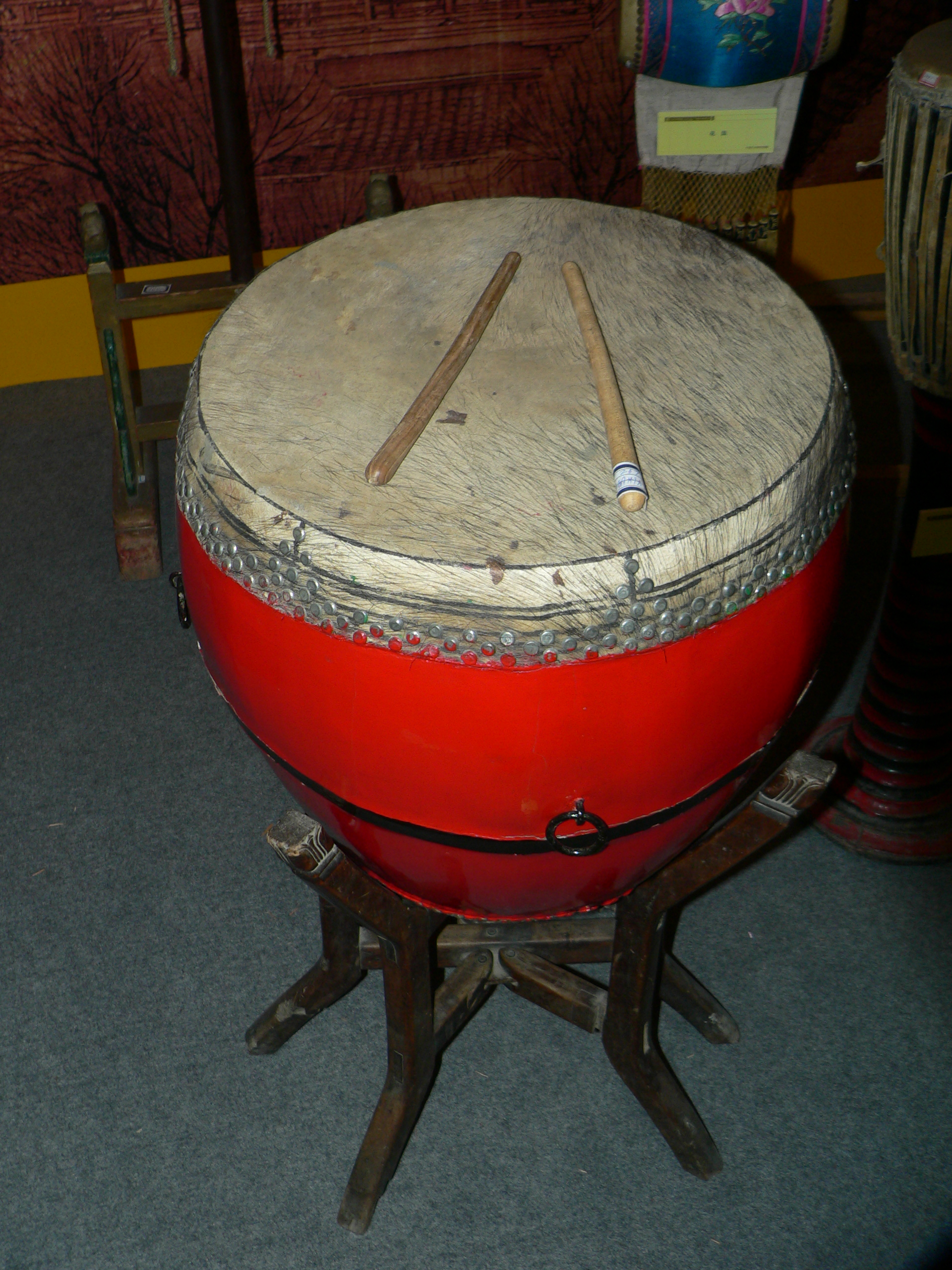
Un dagu Chaozhou

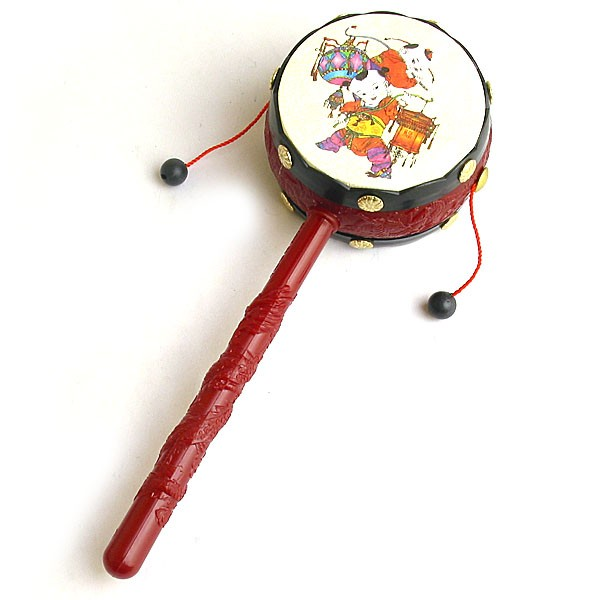
Un Bolang Gu cinese

- Dagu – (大鼓) – un grande tamburo suonato con due bacchette
  - Huapengu (花盆鼓) – a grande tamburo a forma di vaso suonato con due bacchette; anche chiamato ganggu (缸鼓)
- Huzuo Dagu (虎座大鼓)
- Huzuo Wujia Gu (虎座鳥架鼓)
- Jian'gu (建鼓)
- Bangu (板鼓) – un piccolo ed acuto tamburo usato nell'opera di Pechino; anche chiamato danpigu (单皮鼓)
- Biangu (扁鼓) – un tamburo piatto suonato con due bacchette
- Paigu (排鼓) – un insieme di 3-7 tamburi suonati con le bacchette
- Tanggu (堂鼓) – un tamburo a barile di medie dimensioni suonato con due bacchette; anche noto come tonggu (同鼓) o xiaogu (小鼓)
- Biqigu (荸荠鼓) – un piccolo tamburo suonato con una bacchetta, usato in Jiangnan sizhu
- Diangu (点鼓, anche huaigu, 怀鼓) – un tamburo a due teste suonato con un singolo battente di legno; usato nell'orchestra di Shifangu della provincia di Jiangsu, per accompagnare l'opera di kūnqǔ
- Huagu (花鼓) – tamburo a fiore
- Yaogu (腰鼓) – tamburo a cinta
- Taipinggu (太平鼓) – tamburo piatto con una maniglia; anche dangu (单鼓)
- Zhangu (战鼓 o 戰鼓) – tamburo da guerra, suonato con due bacchette
- Bajiao gu (八角鼓) – tamburino ottagonale usato come accompagnamento del canto narrativo del nord della Cina
- Yanggegu (秧歌鼓) – tamburo della pianta del riso
- Gaogu (鼛鼓) – grande ed antico tamburo usato per i comandi in battaglia e nella costruzione di grandi opera
- Bofu (搏拊) – antico tamburo usato per impostare il ritmo
- Jiegu (羯鼓) – tamburo a clessidra usato nel periodo della dinastia Tang
- Tao (鼗, pinyin: táo) o taogu (鼗鼓) – un tamburo a palline usato nella musica rituale
- Bolang Gu (波浪鼓, pinyin: bo lang gu) – un tamburo a palline e giocattolo tradizionale cinese

## Altri
- Gudi (骨笛) – un antico flauto d'ossa
- Hailuo (海螺) – guscio di conchiglia
- Lilie (唎咧) – strumento ad ancia con un foro conico suonato dalla popolazione Li dell'Hainan
- Lusheng (tradizionale: 蘆笙, semplificato: 芦笙, pinyin: lúshēng) – un organo a fiato senza ance con 5-6 canne, suonato da vari gruppi etnici nel sud-est della Cina e nei paesi confinanti
- Kouxian (口弦) – simile allo scacciapensieri, di metallo
- Muye (木叶) – foglie d'albero usate come strumento a fiato